# ماتیاش پاستور
ماتیاش پاستور (مجاری: Mátyás Pásztor؛ زادهٔ ۲۰ فوریهٔ ۱۹۸۷) بازیکن واترپلو اهل مجارستان است.
وی در مسابقات کشوری و بین‌المللی در مجموع برندهٔ ۱ مدال برنز شده‌است.